# Anopheles seydeli
Anopheles seydeli är en tvåvingeart som beskrevs av Edwards 1929. Anopheles seydeli ingår i släktet Anopheles och familjen stickmyggor. Inga underarter finns listade i Catalogue of Life.